# Kumatschowo (Kaliningrad, Gurjewsk)
Kumatschowo (russisch Кумачёво, deutsch Tropitten) ist ein Ort in der russischen Oblast Kaliningrad. Er gehört zur kommunalen Selbstverwaltungseinheit Stadtkreis Gurjewsk im Rajon Gurjewsk.

## Geographische Lage
Kumatschowo liegt neun Kilometer nordöstlich von Kaliningrad (Königsberg) und zwei Kilometer südlich der Rajonshauptstadt Gurjewsk (Neuhausen) an der Kommunalstraße 27K-194, die Gurjewsk mit Awangardnoje (Bulitten) verbindet. Eine Bahnanbindung besteht über Gurjewsk-Zentr oder Gurjewsk-Nowy an der Bahnstrecke Kaliningrad–Sowetsk (Königsberg–Tilsit).

## Geschichte
Der Ort, der bis 1946 Tropitten hieß, wurde im Jahre 1336 gegründet. 
Im Jahre 1874 kam der Ort zum neu gebildeten Amtsbezirk Bulitten (russisch: Awangardnoje) und gehörte bis 1939 zum Landkreis Königsberg (Preußen), danach bis 1945 zum Landkreis Samland im Regierungsbezirk Königsberg der preußischen Provinz Ostpreußen.
Im Jahre 1910 zählte Tropitten 84 Einwohner und wurde am 10. April 1911 von einer Landgemeinde in einen Gutsbezirk gleichen Namens umgewandelt.
Am 30. September 1928 verlor Tropitten seine Eigenständigkeit, als es in die Landgemeinde Mandeln (heute nicht mehr existent) eingemeindet wurde.
Infolge des Zweiten Weltkrieges kam Tropitten 1945 zur Sowjetunion. Im Jahr 1947 erhielt der Ort die russische Bezeichnung Kumatschowo und wurde gleichzeitig dem Dorfsowjet Saosjorski selski Sowet im Rajon Gurjewsk zugeordnet. Später gelangte der Ort in den Kutusowski selski Sowet. Von 2008 bis 2013 gehörte Kumatschowo zur Landgemeinde Kutusowskoje selskoje posselenije und seither zum Stadtkreis Gurjewsk.

## Kirche
Bis 1945 war die überwiegend evangelische Bevölkerung Tropittens in das Kirchspiel Neuhausen (heute russisch: Gurjewsk) eingepfarrt, das zum Kirchenkreis Königsberg-Land II innerhalb der Kirchenprovinz Ostpreußen der Kirche der Altpreußischen Union gehörte. Letzter deutscher Geistlicher war Pfarrer Herbert Schott.
Heute liegt Kumatschowo im Einzugsbereich der evangelisch-lutherischen Auferstehungskirche in Kaliningrad (Königsberg) in der in den 1990er Jahren neu gebildeten Propstei Kaliningrad der Evangelisch-lutherischen Kirche Europäisches Russland (ELKER).